# Toruń Czerniewice
Toruń Czerniewice – przystanek osobowy w granicach administracyjnych Torunia, w województwie kujawsko-pomorskim, w Polsce.

## Ruch pasażerski
| Rok  | Wymiana pasażerska na dobę |
| ---- | -------------------------- |
| 2017 | 20-49                      |
| 2022 | 20-49                      |